# Ploceus velatus
Ploceus velatus е вид птица от семейство Ploceidae.

## Разпространение
Видът е разпространен в Ангола, Ботсвана, Замбия, Зимбабве, Лесото, Малави, Мозамбик, Намибия, Свазиленд и Южна Африка.